# Vicq-sur-Breuilh
Vicq-sur-Breuilh é uma comuna francesa na região administrativa da Nova Aquitânia, no departamento de Alto Vienne. Estende-se por uma área de 50,89 km². Em 2010 a comuna tinha 1 348 habitantes (densidade: 26,5 hab./km²).